# 女たちのアポロ時代
『女たちのアポロ時代』 （ フランス語原題：Que faisaient les femmes pendant que l'homme marchait sur la lune?、英題：Family Pack ）は、 2000年に製作された、ベルギー・カナダ・フランス・スイス合作映画。
日本では、2002年（第11回）東京国際レズビアン&ゲイ映画祭(8月2日、4日) にて上映された。

## キャスト
- サシャ：マリー・ビュネル（フランス語版）
- エスター：エレーヌ・ヴァンサン（フランス語版）
- レア：ツィラ・シェルトン（フランス語版）
- マーシャ・グレノン（英語版）
- エルザ